# Mayu Shinjo
Mayu Shinjo (新條まゆ, Shinjō Mayu, nascida em 1973) é uma mangaká japonesa. Ela estreou em 1994 na revista Shōjo Comic da Shogakukan  com "Anata no Iro ni Somaritai". Ela continuou a escrever para a Shogakukan até 2007, com trabalhos no Shōjo Comic e na revista Cheese!. Ela deixou a companhia para ser freelance devido a questões de condições de trabalho e tratamento abusivo de seu editor.

## Carreira profissional
Shinjo fez sua estreia na editora Shogakukan em 1994, desenhando séries para a revista Shōjo Comic . Em 2007 ela deixou a empresa, observando que seus editores eram excessivamente exigentes e abusivos, criando um ambiente de trabalho estressante.
Em seu blog, Shinjo observou que, embora ela fosse a verdadeira criadora de seus títulos de mangá, ela era uma das últimas a saber sobre os planos de adaptação de sua série, até mesmo descobrindo detalhes por meio de sites de canais de TV em vez de seu editor. Quando ela decidiu sair, um editor ameaçou retirar todas as suas séries anteriores do catálogo, mas Shinjo contatou um advogado e a ameaça nunca foi cumprida.
Em uma entrevista de 2014 para a revista online da Hikari TV, Katte ni Dokusho Densetsu, Shinjo anunciou seus planos de não mais escrever mangá shoujo e, em vez disso, se concentrar apenas em escrever mangá BL .